# Przestrzeń cieśni
Przestrzeń cieśni (cieśń miednicy) – znajduje się poniżej przestrzeni próżni, ograniczona jest od dołu przez płaszczyznę cieśni wyznaczoną przez dolny brzeg spojenia łonowego, wierzchołek kości krzyżowej, a po bokach przez kolce kulszowe. Ma kształt podłużnie owalny. Wymiar prosty płaszczyzny cieśni wynosi 11cm, a poprzeczny 10,5cm.